# Casa del Gobernador Manuel Lagraña
La Casa del Gobernador Manuel Lagraña está ubicada en la intersección de las calles Salta y Carlos Pellegrini, en la ciudad de Corrientes, Argentina.
La casa que fuera del gobernador de Corrientes Manuel Lagraña, fue sede de importantes hechos vinculados con la
Guerra del Paraguay (1865-1870), cuando el general Robles, al mando de las fuerzas paraguayas, tomó la ciudad de
Corrientes y estableció en ella su cuartel general, el 14 de abril de 1865. Posteriormente, la casa tuvo diversos usos, y desde
1976 es sede del Poder Judicial de Corrientes. Edificada hacia 1860, es un exponente típico de "casa principal" del período de la Confederación. Ocupa casi un cuarto de manzana y, construida en muros de ladrillos asentados en barro, está
dispuesta en una sola planta alrededor de tres patios con galerías; sobre el eje de la composición, marcando el acceso, existe
un altillo. Se destacan la puerta cancel de herrería artística al fondo del zaguán, y los pretiles de hierro forjado en el
coronamiento de la cubierta.
Por Decreto 325/1989 esta Casa es declarada Monumento Histórico Nacional.

## Galería de imágenes

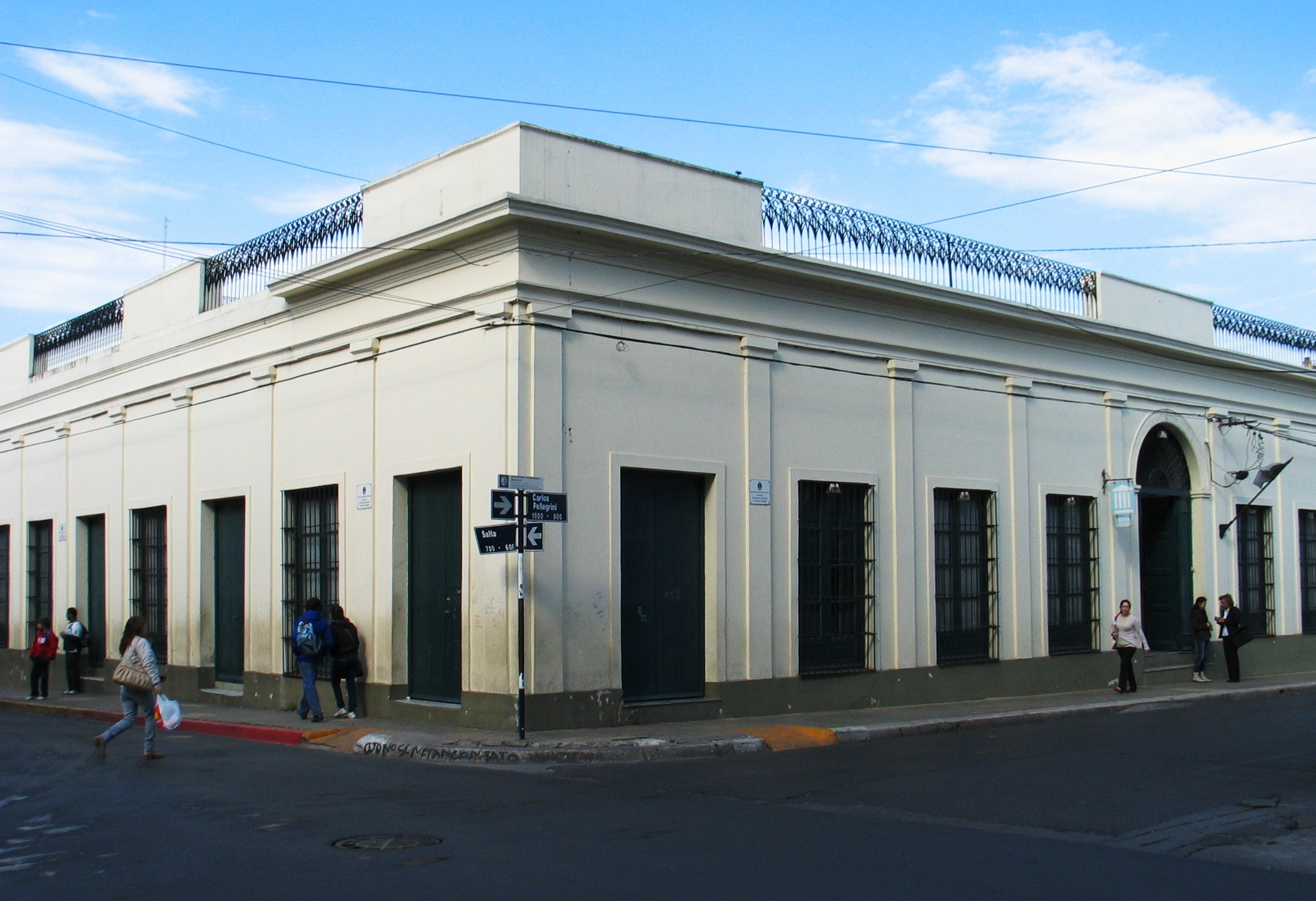
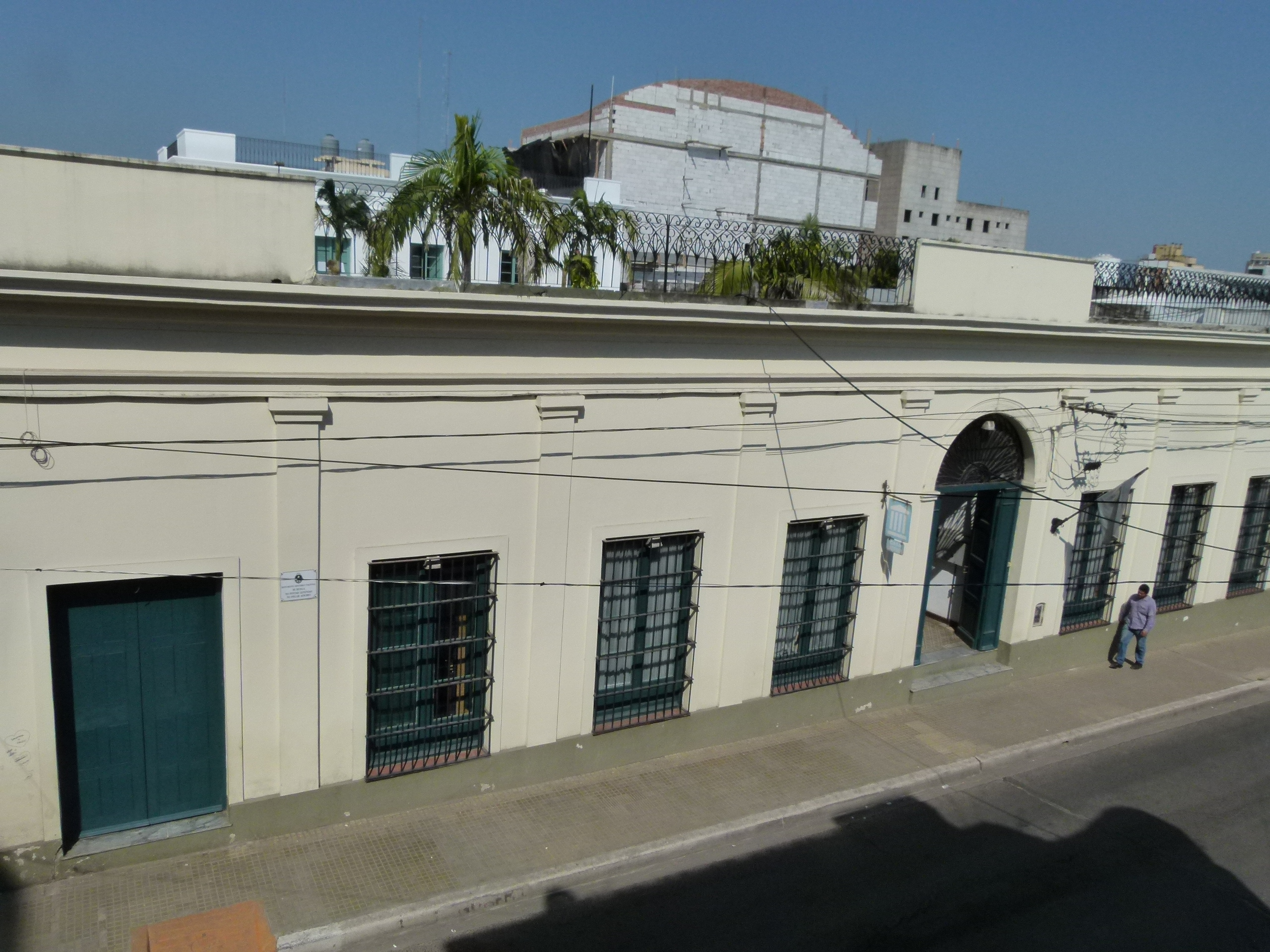
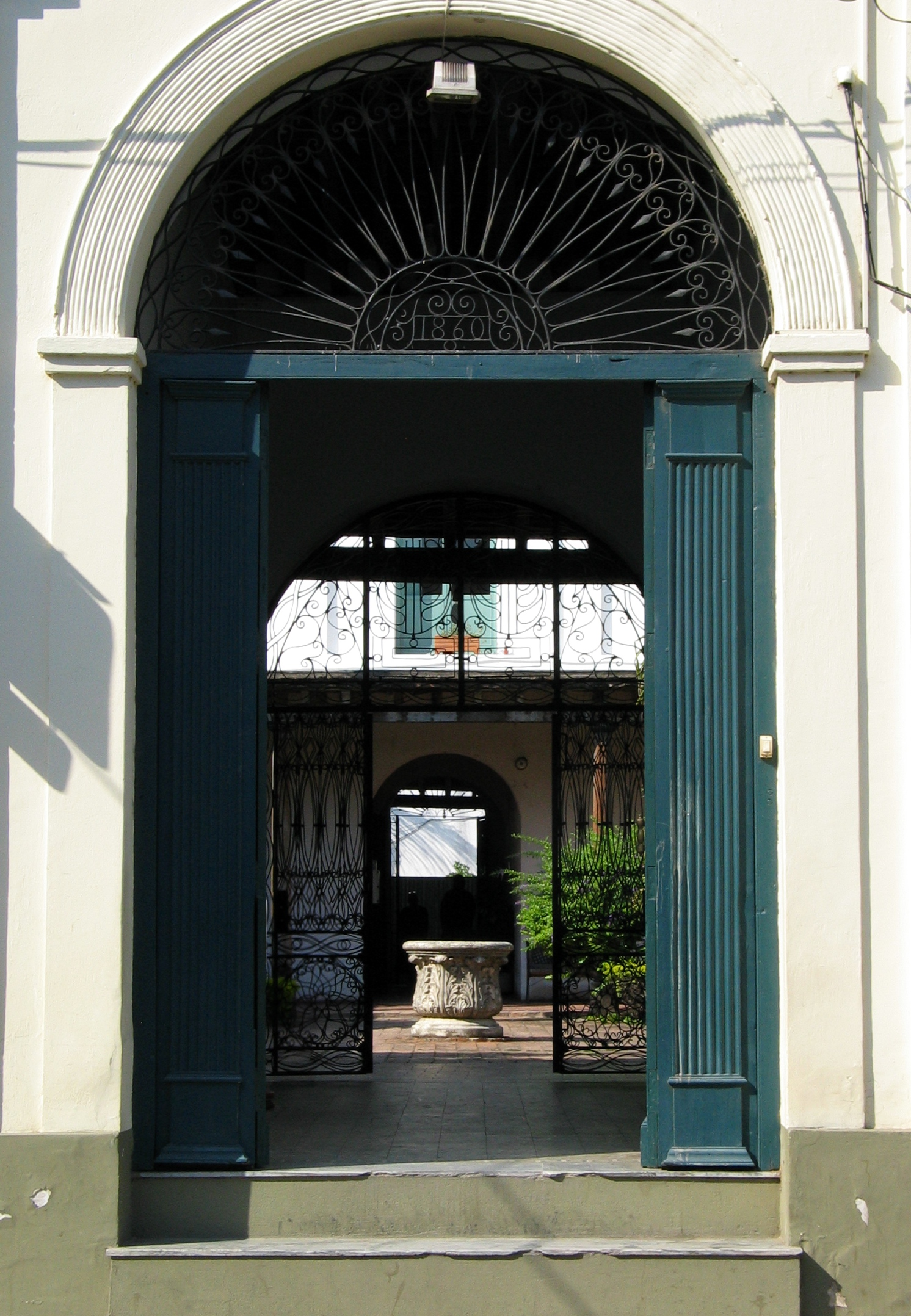
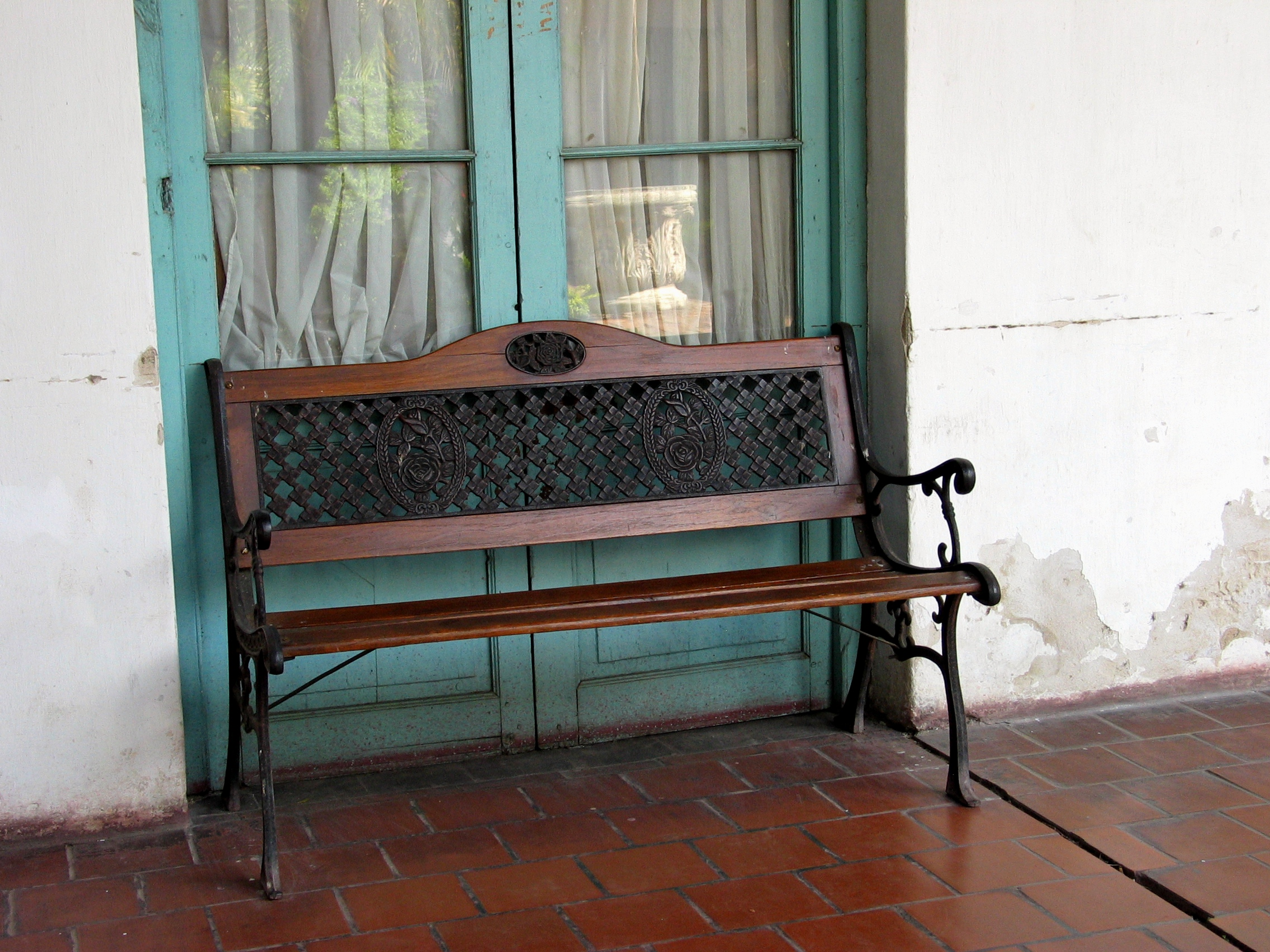